# Zone de conservation des oiseaux de Mølen
La Zone de conservation des oiseaux de Mølen  est une zone de protection des biotopes norvégienne qui est située dans le municipalité de Larvik, dans le comté de Vestfold.

## Description
La réserve naturelle de 6,305 km2 a été créée en 1981. Elle comprend les plages et les vasières de la péninsule de Mølen et une grande partie maritime jusqu'à Nevlunghavn au sud-est et jusqu'à l'île d'Arøya au nord. Mølen est l'un des meilleurs sites d'oiseaux de Norvège et appartient au Géoparc Gea Norvegica. À Mølen, les oiseaux se reposent et se nourrissent avant de parcourir de nouveaux itinéraires. C'est également une zone d'hivernage importante pour la sauvagine.
La zone de conservation des oiseaux comprend la réserve naturelle de Fugløyrogn et la réserve naturelle de Låven, pour ces 2 zones protégées des dispositions distinctes s'appliquent.

## Station ornithologique de Mølen
Elle a été créée en 1976 et est située juste à l'extérieur de la zone de conservation des oiseaux. La station effectue des observations systématiques de l'avifaune. Environ 500 espèces d'oiseaux différentes ont été recensées en Norvège.

### Avifaune
Certaines des espèces rares qui ont été observées ici sont la Frégate superbe, l'Aigle botté, le Pipit à dos olive, la Grive dama, la Glaréole à ailes noires, le Bruant à calotte blanche, le Traquet oreillard, la Pie-grièche à queue rousse, le Chevalier stagnatile, le Goéland ichthyaète, la Mouette de Franklin et le Goéland à bec cerclé.

### Flore
Un certain nombre d'espèces végétales rares ont été enregistrées à Mølen. Certaines espèces communes ici sont le genévrier commun, le prunellier, le cotoneaster commun, le cassis nordique, la camarine noire, l'orpin âcre, le lotier corniculé, le polygala vulgaris, l'anthyllide vulnéraire, le caille-lait jaune, la callune et la fétuque des moutons.

## Galerie

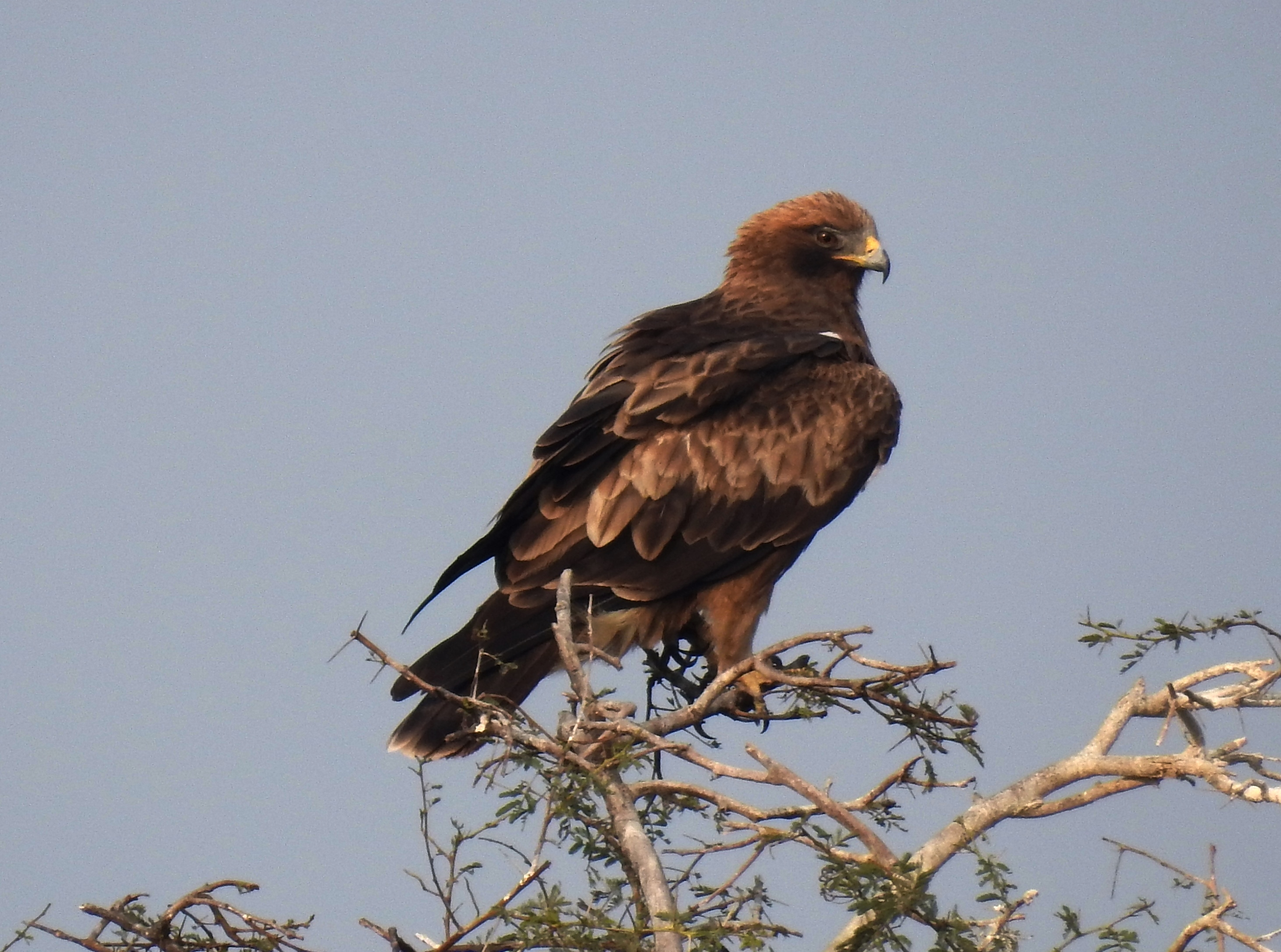
Aigle botté
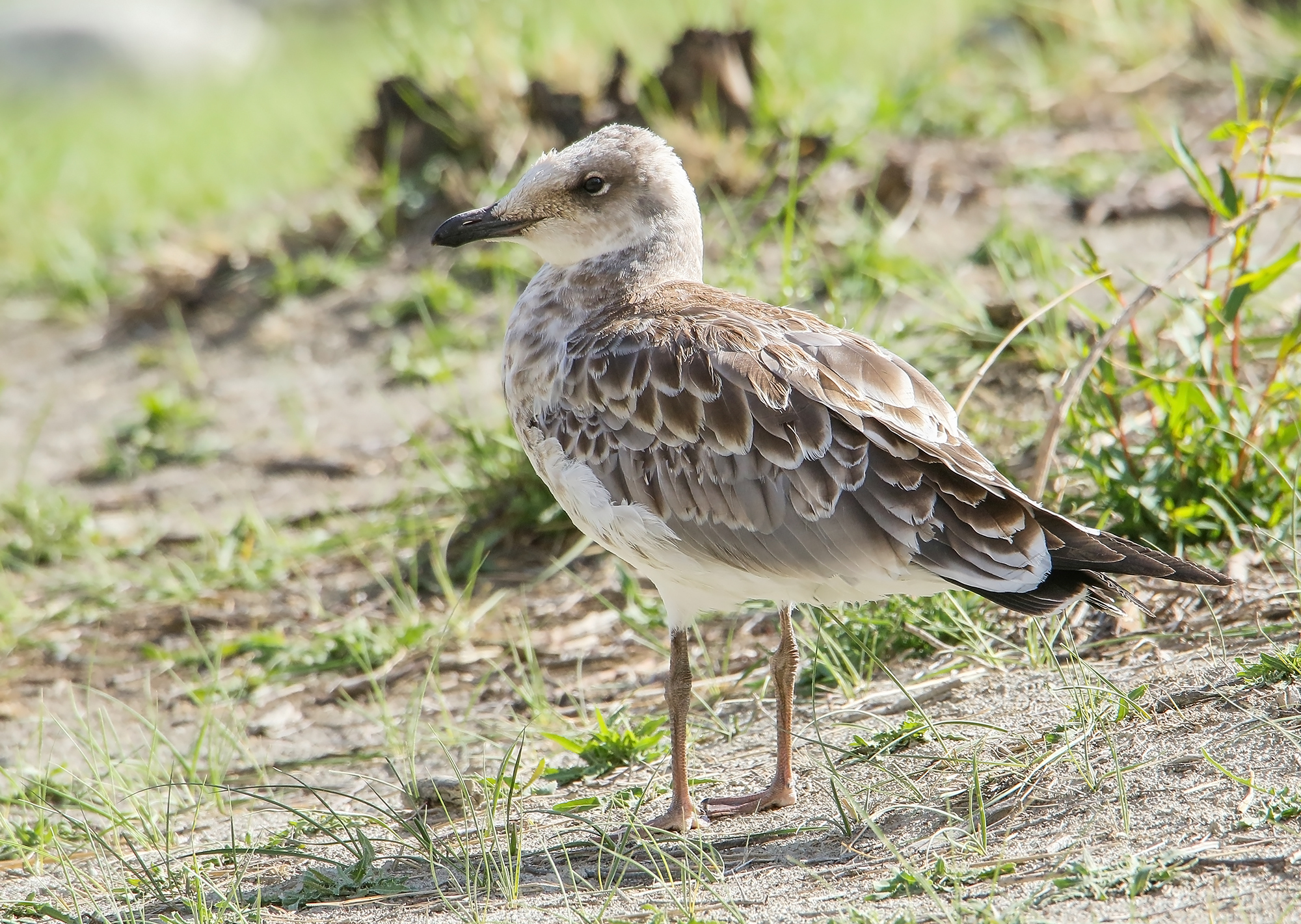
Goéland ichthyaetus
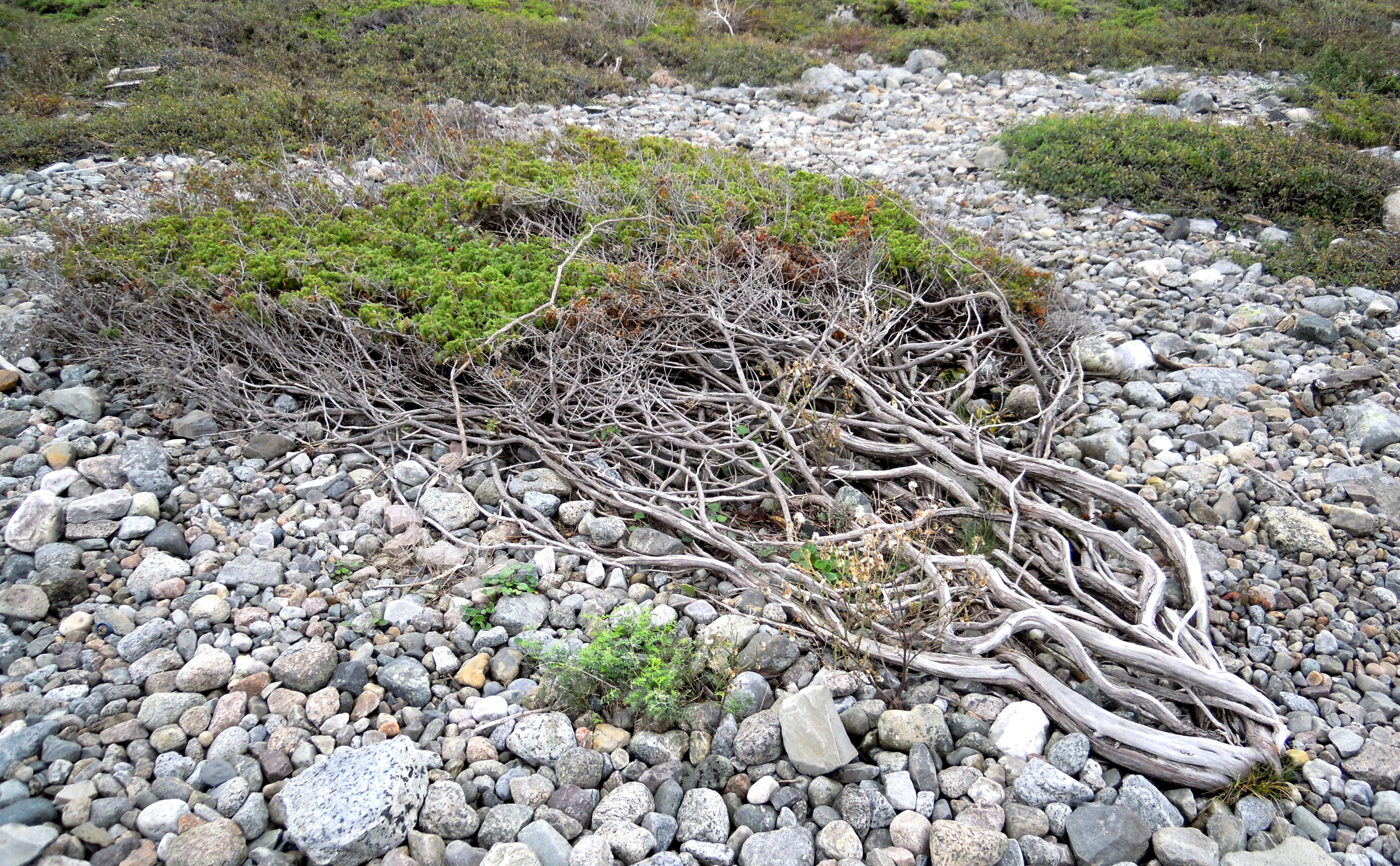
Junipérus commun
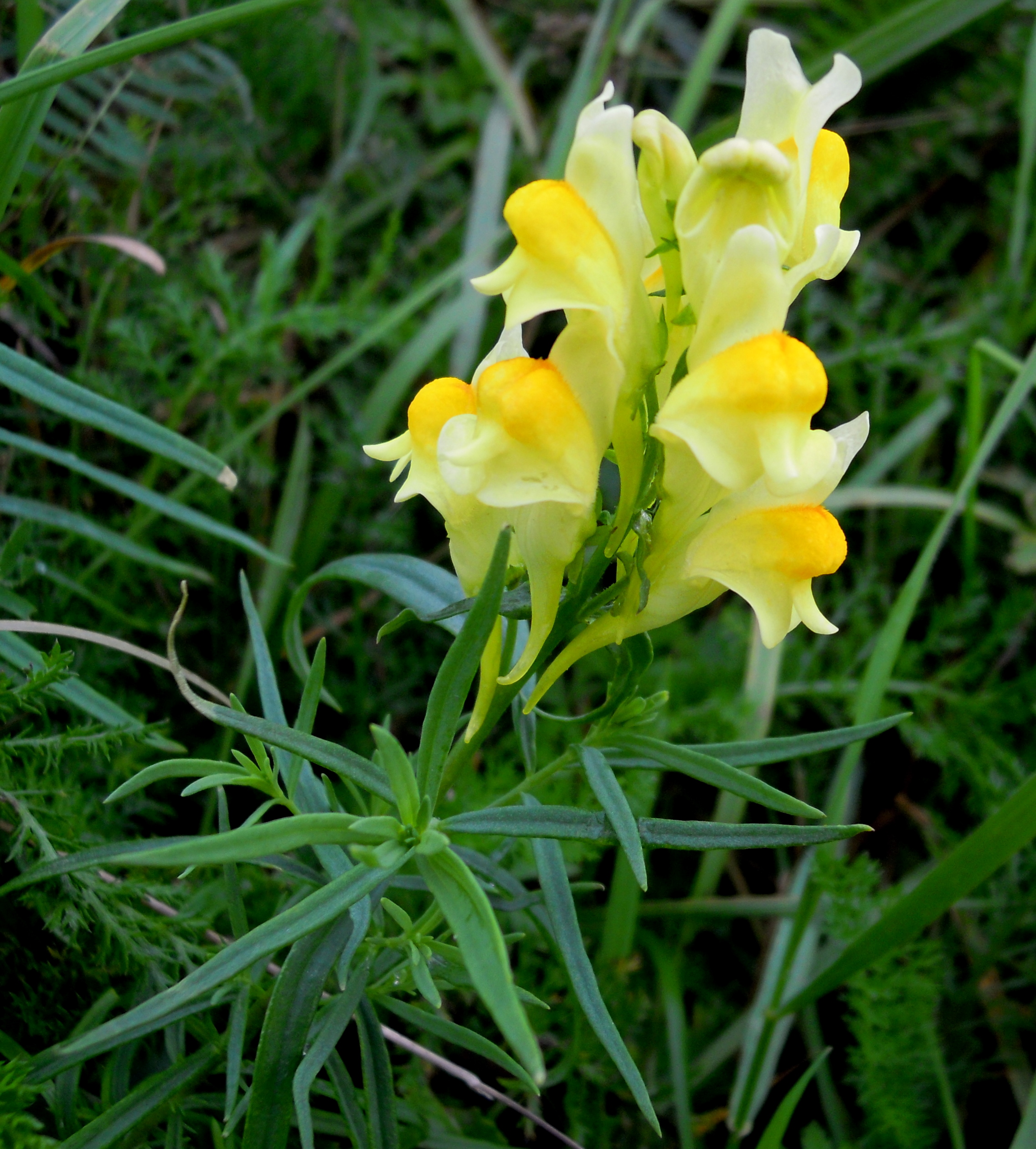
Linaria vulgaris